# Orphan
Orphan är en skräckfilm från 2009, regisserad av Jaume Collet-Serra.
Filmen handlar om ett par, Kate och John, som adopterar en flicka, Esther, efter Kates dödfödsel. Kate märker snart att det är något konstigt med flickan, som bär på en djup hemlighet. John stöttar inte Kate i hennes misstankar förrän Esther försöker förföra honom. Hon försöker att få pappan för sig själv, samtidigt som hon försöker mörda resten av familjen.